# Koza bezoarowa

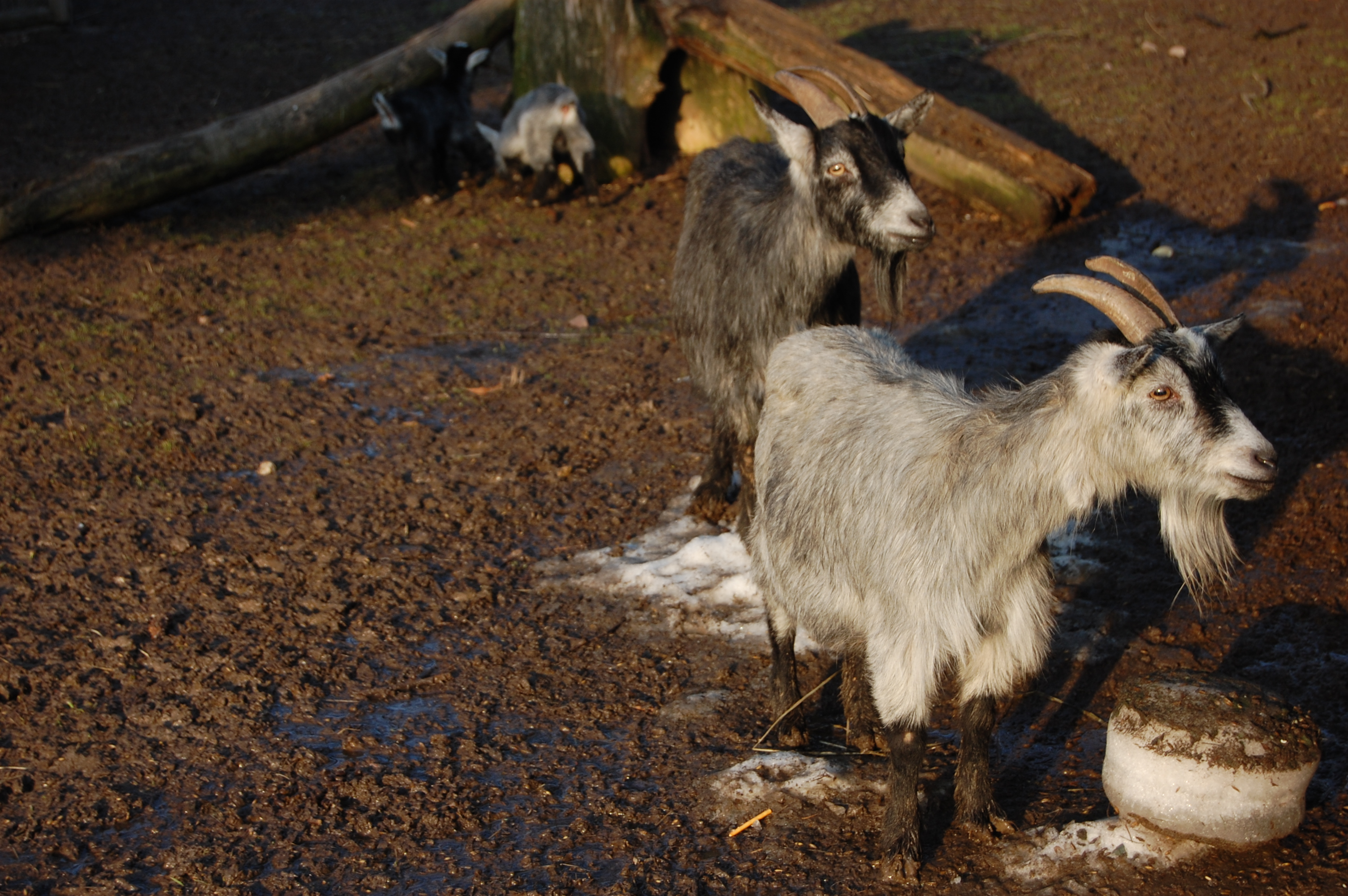
Kozy w zamojskim zoo

Koza bezoarowa, kozioł bezoarowy (Capra aegagrus) – ssak wołowaty, protoplasta kozy domowej.

## Występowanie
Do dzisiaj kozę bezoarową spotkać można na pustynnych obszarach górskich południowo-zachodniej Azji, w Iranie, Afganistanie, Iraku aż po sam Kaukaz. Występują one nawet na wysokości do 4000 m n.p.m. W dawnych wiekach rozprzestrzeniły się także na wyspach Morza Egejskiego i na Krecie.

## Opis
Jest to duże zwierzę, którego wysokość w kłębie dochodzić może do ok. 100 cm, a długość tułowia wraz z głową ma około 160 cm, długość ogona mieści się w granicach 15–20 cm. Umaszczenie tego gatunku jest szaro-brunatne lub rudo-brunatne z rozjaśnieniami barwy na bokach, szyi i karku oraz ciemną pręgą wzdłuż grzbietu. W zimowej okrywie włosowej występuje dużo delikatnego puchu, natomiast na szyi, barkach oraz grzbiecie wyrasta stosunkowo długa grzywa.
Rogi u samic są niewielkie, u samców natomiast osiągają nawet 150 cm długości. U kozła mają one kształt bocznie spłaszczony, ostrą przednią krawędź wraz z licznymi zgrubieniami. Wyrastają od nasady prosto do góry, później zakrzywiając się ku tyłowi w formie szablastej lub sierpowej i wierzchołkiem zwróconym do przodu.
Nazwa pochodzi od perskiego słowa bezoar, które oznacza odtrutkę. Wzięło się to stąd, że w żołądkach tych zwierząt znajdowano twarde zlepki resztek pokarmowych, złożone z sierści oraz włókna roślin pomieszanego z żywicą, którym w średniowieczu przypisywano właściwości lecznicze, a zwłaszcza przeciwjadowe.

## Udomowienie
Koza bezoarowa uważana jest za praprzodka ras kóz udomowionych, u których występuje szablasta forma rogów. O jej bliskim pokrewieństwie z kozami domowymi świadczą pewne cechy morfologiczne, a także łatwość w uzyskiwaniu płodnego potomstwa w krzyżowaniu z udomowionymi kozami. Zjawisko takie ma często miejsce w stadach znajdujących się na Krecie.